# Уидобро, Висенте
Висе́нте Гарси́а-Уидо́бро Ферна́ндес (исп. Vicente García-Huidobro Fernández, 10 января 1893, Сантьяго — 2 января 1948, Картахена) — чилийский поэт, прозаик, журналист, литературный и художественный критик, драматург и киносценарист, писал на испанском и французском языках.
Вместе с Габриелой Мистраль, Пабло Нерудой и Пабло де Рока Уидобро включается в Большую четвёрку чилийской поэзии.

## Биография
Родился в аристократической семье, учился в школе иезуитов, в Чилийском университете. В 1916—1925 годах жил в Европе. С юности связан с экспериментальным искусством Латинской Америки, Франции, Испании, с левыми политическими движениями в Европе и Латинской Америке. В 1933 году вступил в Коммунистическую партию Чили. Участник гражданской войны в Испании на стороне Республики. Как военный корреспондент «Голоса Америки» в Европе вместе с войсками союзников вошёл в Берлин.

## Творчество
Основатель и активист множества литературных журналов, составитель интернациональных поэтических антологий, дружил и сотрудничал едва ли не со всеми представителями мирового авангарда эпохи (кубизм, дада, футуризм, сюрреализм). В 1921 опубликовал в Мадриде манифест «креасьонизма» (creacionismo), стал основателем этого литературного направления. Виднейший представитель испаноязычного литературного авангарда первой половины XX в.

## Произведения
- Ecos del alma/ Отголоски души (1911).
- La gruta del silencio/ Грот молчания (1913).
- Canciones en la noche/ Песни среди ночи (1913).
- Pasando y pasando/ Мимо, мимо (1914).
- Las pagodas ocultas/ Тайные пагоды (1914).
- Adán/ Адам (1916).
- El espejo de agua/ Водяное зеркало (1916).
- Horizon carré/ Квадратный горизонт (1917, на фр.яз.).
- Poemas árticos/ Арктические стихи (1918).
- Ecuatorial/ С экватора (1918, поэма-коллаж).
- Tour Eiffel/ Эйфелева башня (1918, на фр. яз.).
- Hallali/ Улюлю (на фр. яз.).
- Saisons choisies/ Любимые времена года (1921, на фр. яз.).
- Finis Britannia/ Конец Британской империи (1923, на фр. яз.).
- Tout à Coup/ В одно мгновение (1925, на фр. яз.).
- Automne régulier/ Осень по расписанию (1925, на фр. яз.).
- Manifestes/ Манифесты (1925, на фр. яз.).
- Vientos contrarios/ Встречные ветра (1926).
- Mío Cid Campeador/ Мой Сид Воитель (1929, роман).
- Temblor de cielo/ Неботрясение (1931, на фр. яз. 1932).
- Altazor/ Высоколёнок (1931, поэма-коллаж).
- Gilles de Raíz/ Жиль де Рец (1932).
- La Próxima/ Самая близкая (1934).
- Papá o el diario de Alicia Mir/ Папа, дневник Алисии Мир (1934, роман-дневник).
- Cagliostro/ Калиостро (1934, кинороман).
- En la luna/ На луне (1934, драма).
- Tres novelas ejemplares/ Три назидательные новеллы (1935, в соавторстве с Хансом Арпом).
- Sátiro o el poder de las palabras/ Сатир, или Сила слов (1939).
- Ver y palpar/ Видеть и осязать (1941).
- El ciudadano del olvido/ Гражданин страны забвения (1941).
- Últimos poemas/ Последние стихи (1948, посмертно).

## Новейшие сводные издания
- Obras completas. 2 vols. Santiago de Chile: Zig-Zag, 1964.
- Obras completas. 2 vols. Santiago de Chile: Andrés Bello, 1976.
- Obra selecta/ Ed. Luis Navarrete Orta. Caracas: Biblioteca Ayacucho, 1991.
- Vicente Huidobro a La Intemperie : Entrevistas, 1915—1946/ Cecilia Garcia-Huidobro, ed. Providencia: Editorial Sudamericana, 2000.
- Antología poética. Santiago: Editorial Universitaria, 2004.

## Публикации на русском языке
- [Стихи] // Поэты Чили. М.: Художественная литература, 1972. С. 92—120.
- [Стихи] // Поэзия Латинской Америки. М.: Художественная литература, 1975. С. 589—600. (Библиотека всемирной литературы).
- [Стихи] // Поэзия магов. СПб.: Азбука-классика, 2003. С. 219—223.
- Уйдобро В. Избранное. М.: Рудомино, 2007. — 180 с.
- ВысОкол. Поэма-коллаж. Перевод Е. А. Хованович. Билингва: русский/испанский яз. М.: Рудобино, 2021. –256 с.

## О писателе
- Holmes H.A. Vicente Huidobro and Creationism. New York: Columbia UP, 1934.
- Bary D. Huidobro o la vocación poética. Granada: Universidad/C.S.I.C., 1963.
- Bajarlia J.J. La polémica Reverdy-Huidobro. Origen del ultraísmo. Buenos Aires: Devenir, 1964.
- Pizarro A. Vicente Huidobro, un poeta ambivalente. Concepción: Universidad de Concepción, 1971.
- Caracciolo-Trejo E. La poesía de Vicente Huidobro y la vanguardia. Madrid: Gredos, 1974.
- Goic C. La poesía de Vicente Huidobro. Santiago de Chile: Nueva Universidad, 1974.
- Huidobro y el creacionismo/ Costa R. de, ed. Madrid: Taurus, 1975.
- Cortanze G. De. Vicente Huidobro: Altazor, Manifestes, Transformations Biobibliographiques. París: Champ Libre, 1976.
- Wood C. The Creacionismo of Vicente Huidobro. Frederickton: York Press, 1978.
- Yudice G. Vicente Huidobro y la motivación del lenguaje. Buenos Aires: Galerna, 1978.
- Smulewicz E. Vicente Huidobro: biografía emotiva. Santiago de Chile: Editorial Universitaria, 1979.
- Camurati M. Poética y poesía de Vicente Huidobro. Buenos Aires: Fernando García Cambeiro, 1980.
- Concha J. Vicente Huidobro. Madrid: Júcar, 1980.
- Costa R. de. En pos de Huidobro: Siete ensayos de aproximación. Santiago de Chile: Editorial Universitaria, 1980.
- Mitre E.Huidobro, hambre de espacio y sed de cielo. Caracas: Monte Ávila, 1981.
- Ogden E.B. El creacionismo de Vicente Huidobro en sus relaciones con la estética cubista. Madrid: Editorial Playor, 1983.
- Costa R. de. Vicente Huidobro. Oxford: Clarendon Press, 1984.
- Costa R. de. Huidobro: las carreras del poeta. México: Fondo de Cultura Económica, 1984.
- Rivero-Potter A. Autor/Lector Huidobro, Borges, Fuentes y Sarduy. Detroit: Wayne State UP, 1991.
- Benko S. Vicente Huidobro y el cubismo. Caracas: Monte Avila 1993.
- Perdigó L.M. The Origins of Vicente Huidobro’s «Creacionismo» and its Evolution. New York: Mellen UP, 1994.
- Huidobro: Homenaje (1893—1993)/ Valcarcel E., ed. La Coruña: Universidade, 1995.
- Hopfe K. Vicente Huidobro, der Creacionismo und das Problem der Mimesis. Tübingen: Gunter Narr Verlag, 1996.
- Angeles Perez Lopez M. Los signos infinitos: Un estudio de la obra narrativa de Vicente Huidobro. Lleida: Universitat de Lleida, 1998.
- Willis B.D. Aesthetics of Equilibrium: The Vanguard Poetics of Vicente Huidobro and Mario de Andrade. West Lafayette: Purdue UP, 2006.